# Profondeur stratégique
 (août 2022).
Si vous disposez d'ouvrages ou d'articles de référence ou si vous connaissez des sites web de qualité traitant du thème abordé ici, merci de compléter l'article en donnant les références utiles à sa vérifiabilité et en les liant à la section « Notes et références ».
La profondeur stratégique est, dans la littérature militaire et pour une armée donnée, la distance qui sépare les lignes de front (ou lieux de bataille) des principaux centres industriels, villes capitales, et autres concentrations de population ou de production militaire. 
En matière de profondeur stratégique, le commandement militaire doit donc évaluer la vulnérabilité de ces cibles dans le cadre d'une attaque éclair ou préventive, ou dans le cadre d'une offensive planifiée, et évaluer, pour une armée donnée, les possibilités de repli à l'intérieur de son propre territoire, afin par exemple d'encaisser une attaque initiale, et de permettre la préparation d'une contre-offensive le plus loin possible des centres de pouvoir et de production.